# Стефан А. Щерев
 Тази статия е за актьора и продуцент, роден през 1974 г.  За актьора с псевдоним „Чечо“, роден през 1973 г., вижте Стефан Щерев – Чечо.  
Стефан А. Щерев е български актьор и продуцент.

## Биография
Роден е на 10 декември 1974 г. Завършва образованието си в Пловдивския университет, програма „Синтетично сценично изкуство“, Amsterdam-Maastricht Summer University, International School of Theatre Anthropology, Академията за изкуства в Нови Сад – програма „Body Unlimited“, danceWeb – Wien. Започва в началото на 1990-те години с експерименталните класове „4ХС“ в 22 средно училище „Георги С. Раковски“ в София, продължава с Театър Студио 4ХС, където е един от основателите заедно с режисьора Николай Георгиев.
От началото на 2000 г. е на свободна практика главно извън България. Сътрудничи и работи с Алън Гуд, Ксавие Ле Роа, Нандан Кирко, Томи Янежич, Далия Ачин и много други.
Инициатор и съосновател на няколко проекта за развитие на съвременния танц и театър, като: „Антистатик – Фестивал за съвременен танц и пърформанс“, „Нощ на театрите“.

## Театрална кариера
Започва театралните си опити в Детско-юношеския театър на Двореца на пионерите в трупата с ръководител Николай Априлов и Антония Драгова през 1985 г. В същата школа играят Явор Гърдев, Георги Тошев, Мария Касимова, Десислава Боева, Йосиф Шамли, Йоана Захариева и др. Едно от представленията на театъра „Голямото имане“ на Панчо Панчев е записано и издадено на грамофонна плоча от Балкантон, композитор на песните е Тончо Русев.
През 1991 г. постъпва в Експерименталния театрален клас „4ХС“ към софийската 22-ра гимназия „Г. С. Раковски“. Пред медиите е споделял, че се наложило да повтаря 9. клас, тъй като е бил една година по-голям, идвайки от Втора английска гимназия в София.
„4ХС“ е уникална театрално-творческа формация, основана от режисьора Николай Георгиев. Абревиатурата означава „Студио за синтетични сценични средства“ и дълго време е част от естетическото кредо на формацията.
След завършването на последния 12. клас на учениците от 1-ва и 2-ра година е предложено да основат трупата на Театър Студио 4ХС, където е поканен и Стефан А. Щерев. Сред възпитаниците на формацията са и Елена Петрова, Антоанета Добрева – Нети, Орлин Павлов, Йоана Захариева, Ана Георгиева – Ан-Джи, Ана Пападопулу, Антон Угринов, Тодор Чапкънов, Иво Димчев, Вилислав Прагер, Ива Свещарова и много други.

## Филмография
Участва във филмите:
- „Лошо момче“ 1992, реж. Георги Попвасилев, Смока
- „Трака-трак“ 1994, реж. Илия Костов, Даскала
- „Прогноза“ 2009, реж. Зорница София, Горан
- „Спасителят“ 2013 - Матей
- „Бензин“ (2017) – шофьор на линейка
- Радиограмофон (2017), реж. Рузие Хасанова, Иванов
- „Мисия Лондон“, реж. Димитър Митовски, Шейха
- „Втори дубъл“ реж. Надежда Косева
- „Жълто куче“ реж. Мария Николова, продукция на БНТ 1
- „Джулай“ реж. Кирил Станков, Полицая
- „Живи легенди“ реж. Ники Илиев, Д-р Тончев
- „Събирач на трупове“ реж. Димитър Димитров
- „Пеещите обувки“ реж. Радослав Спасов, Агентът на ДС

Участвал е в късометражните:
- „Обичам те“ на Наталия Новачкова,
- „Разяреният бик“ на Розалия Димитрова, с който печели наградата на „Jameson/Empire“ за най-добър актьор в конкурса „Done in 60 seconds“ (2011)

## Телевизионна кариера
Изиграва ролята на Валентин Иванов в сериала „Отплата“, излъчен по Нова телевизия през март – май 2012 г.
От 11 май 2009 г. е водещ на предаването „Да разлаем кучетата“, излъчвано по Нова телевизия от понеделник до сряда, а година по-късно, през октомври 2010 е един от водещите в целодневното неделно токшоу по Нова телевизия „Станция НОВА“ и „Почивна Станция“ през 2012 г.
Води предаването „Падащи звезди“ по БНТ 1 през 2013 г. Води предаването „Лачените обувки на българското кино“ – юбилеен формат по БНТ 1 заедно с актрисата Параскева Джукелова през 2015. Появява се в „Доктор Време“ по БНТ 1 от април 2016 г.
Водещ е на предаването „100% будни“ по БНТ 1 от 10 септември 2018 г., заедно с Мария Андонова, а от 9 февруари 2023 – с актрисата Надя Иванова.